# اوبرگ
اوبرگ (به آلمانی: Auberg) یک منطقهٔ مسکونی در اتریش است که در ناحیه رورباخ واقع شده‌است. اوبرگ ۱۳ کیلومتر مربع مساحت دارد ۵۹۵ متر بالاتر از سطح دریا واقع شده‌است.